# Patrick Waltz
 (juillet 2025).
Motif : Où sont les sources secondaires, centrées et indépendantes qui montrent que les critères d'admissibilité sont atteints ?
- Archive Wikiwix
- Bing
- Cairn
- DuckDuckGo
- E. Universalis
- Gallica
- Google
- G. Books
- G. News
- G. Scholar
- Persée
- Qwant
- (zh) Baidu
- (ru) Yandex
- (wd) trouver des œuvres sur Wikidata

| 1. | Préciser le motif de la pose du bandeau. | Précisez le motif de la pose du bandeau en utilisant la syntaxe suivante : {{admissibilité à vérifier\|date=août 2025\|motif=remplacez ce texte par le motif}}                     |
| 2. | Informer les utilisateurs concernés.     | Pensez à avertir le créateur de l'article, par exemple, en insérant le code ci-dessous sur sa page de discussion : {{subst:avertissement admissibilité à vérifier\|Patrick Waltz}} |

Pour les articles homonymes, voir Waltz.
Patrick Waltz est un acteur de cinéma et de télévision américain né le 6 décembre 1924 à Akron, Ohio et mort le 13 août 1972 à Burbank, Californie.

## Filmographie
- 1950 : Le soleil se couche à l'aube : Billy, le garçon (comme Phillip Shawn)
- 1953 : Héros sans gloire : le capitaine (non créditée)
- 1954 : Une femme qui s'affiche : photographe (non crédité)
- 1954 : Dans les bas-fonds de Chicago : détective Strauss
- 1957 : Femmes coupables : marin américain (non crédité)
- 1958 : Queen of Outer Space : lieutenant Larry Turner
- 1963 : Blondes, Brunes et Rousses : officier de recrutement de la NASA (non crédité)
- 1963 : Lassie, la grande aventure : Pilot
- 1964 : Prête-moi ton mari : Wyeth - 2e avocat (non crédité)
- 1966 : Matt Helm, agent très spécial : le réceptionniste du Phoenix Hotel
- 1968 : La Brigade du diable : aide du général Hunter (sous le nom de Pat Waltz)
- 1971 : Five Desperate Women : homme sur la plage (non crédité)